# Emili Bordoy i Alcàntara
Emili Bordoy i Alcàntara (1918 - 2006) va ser un arquitecte català.

## Biografia
Es va titular el 1944. Va ser catedràtic d'Estructures de l'Escola Tècnica Superior d'Arquitectura de Barcelona, arquitecte adjunt de l'Agrupació d'Urbanisme i Valoracions de l'Ajuntament de Barcelona i arquitecte en cap del Servei d'Extensió i Reforma i de la Subunitat de Planificació Urbana del mateix Ajuntament.
Entre les seves obres es troben la Ciutat Satèl·lit de Sant Ildefons de Cornellà, la Torre Barcelona de la plaça de Francesc Macià, l'edifici Atarazanas i diversos edificis més a Barcelona, així com l'església de Sant Ot a Barcelona (1958-1960), juntament amb Francesc Salvans.
El 1956 va dissenyar amb Josep Soteras i Mauri un projecte urbanístic de reforma del districte barceloní de Ciutat Vella (Pla parcial d'Ordenació del Casc Antic de Barcelona), reformulat del projecte de reforma interior d'Àngel Baixeras de 1884. També va realitzar diversos projectes urbanístics per als barris de Les Roquetes i la Guineueta, així com per a la zona nord de l'avinguda Diagonal, amb Josep Soteras i Xavier Subías.